# Karl Lang (Politiker, 1929)
Karl Lang (* 18. Oktober 1929 in Kornwestheim; † 23. Januar 2013) war ein deutscher Politiker (CDU).

## Leben und Beruf
Lang war von Beruf Rechtsanwalt mit einer eigenen Kanzlei beim Haus-, Wohnungs- und Grundeigentümerverein, bei dem er zuletzt Ehrenmitglied war. Von 1977 bis 1998 war er Vizepräsident von Haus & Grund Deutschland.
Lang lebte mit seiner Frau in Stuttgart. Er war Vater von zwei Kindern und Großvater von drei Enkeln.

## Politik
Lang war seit 1958 Mitglied der CDU. 1959 wurde er erstmals in den Gemeinderat von Kornwestheim gewählt. 34 Jahre lang war er dort Fraktionsführer der CDU. Von 1966 bis 1994 gehörte er dem Ludwigsburger Kreistag an, dort war er ebenfalls Fraktionsvorsitzender der CDU. Von 1980 bis 1996 gehörte er als direkt gewählter Abgeordneter im Wahlkreis Ludwigsburg dem Landtag von Baden-Württemberg an.

## Ehrungen
- Bundesverdienstkreuzes am Bande
- Großes Bundesverdienstkreuz (1996)
- Eberhard-Ludwig-Medaille des Landkreises Ludwigsburg
- Philipp-Matthäus-Hahn-Medaille der Stadt Kornwestheim